# Катышев, Борис Михайлович
Борис Михайлович Катышев (1917—1943) — старший лейтенант Рабоче-крестьянской Красной Армии, участник Великой Отечественной войны, Герой Советского Союза (1943).

## Биография
Борис Катышев родился 21 июля 1917 года в селе Игнашенское (ныне — Канский район Красноярского края). В 1927 году переехал в Омск, где окончил семь классов школы и школу фабрично-заводского ученичества, после чего работал на заводе «Сибсельмаш». После окончания курсов учителей в 1939 году работал в школе в селе Павлоградка Омской области, одновременно заочно учился в Омском учительском институте. В июле 1941 года Катышев был призван на службу в Рабоче-крестьянскую Красную Армию. В 1942 году он окончил курсы младших лейтенантов. С августа 1943 года — на фронтах Великой Отечественной войны. К сентябрю 1943 года старший лейтенант Борис Катышев командовал ротой 520-го стрелкового полка 167-й стрелковой дивизии 38-й армии Воронежского фронта. Отличился во время битвы за Днепр.
В ночь с 26 на 27 сентября 1943 года Катышев переправился через Днепр в районе села Вышгород Киевской области Украинской ССР и принял активное участие в боях за захват и удержание плацдарма на его западном берегу. Вместе со своей ротой он отразил несколько немецких контратак. 3 октября 1943 года Катышев погиб в бою. Похоронен в Вышгороде.
Указом Президиума Верховного Совета СССР от 13 ноября 1943 года старший лейтенант Борис Катышев посмертно был удостоен высокого звания Героя Советского Союза. Также посмертно был награждён орденом Ленина.
В честь Катышева названа улица в Омске.

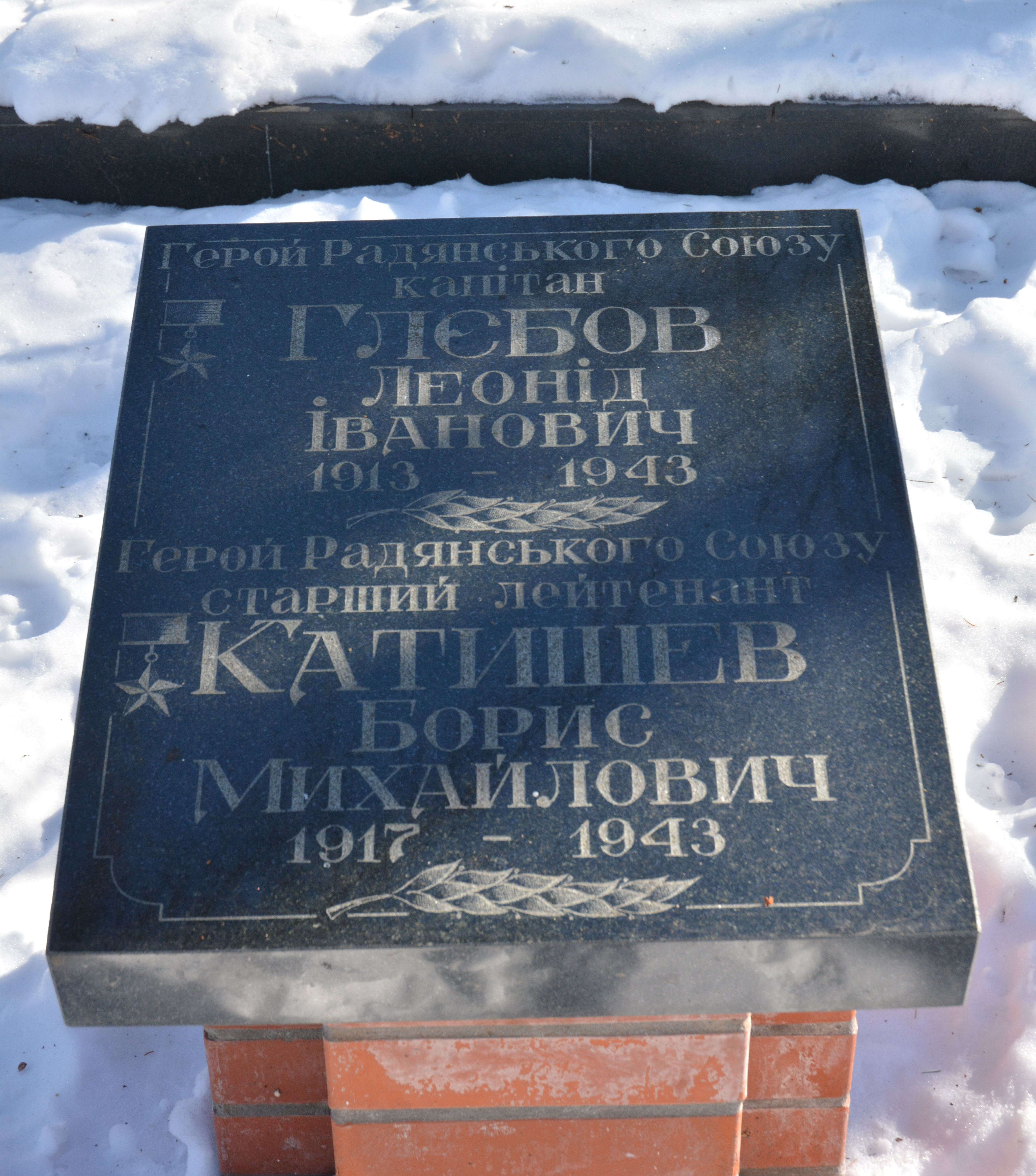
Братская могила советских воинов, где похоронен Герой Советского Союза катышев Б.М